# 希里尚卡山

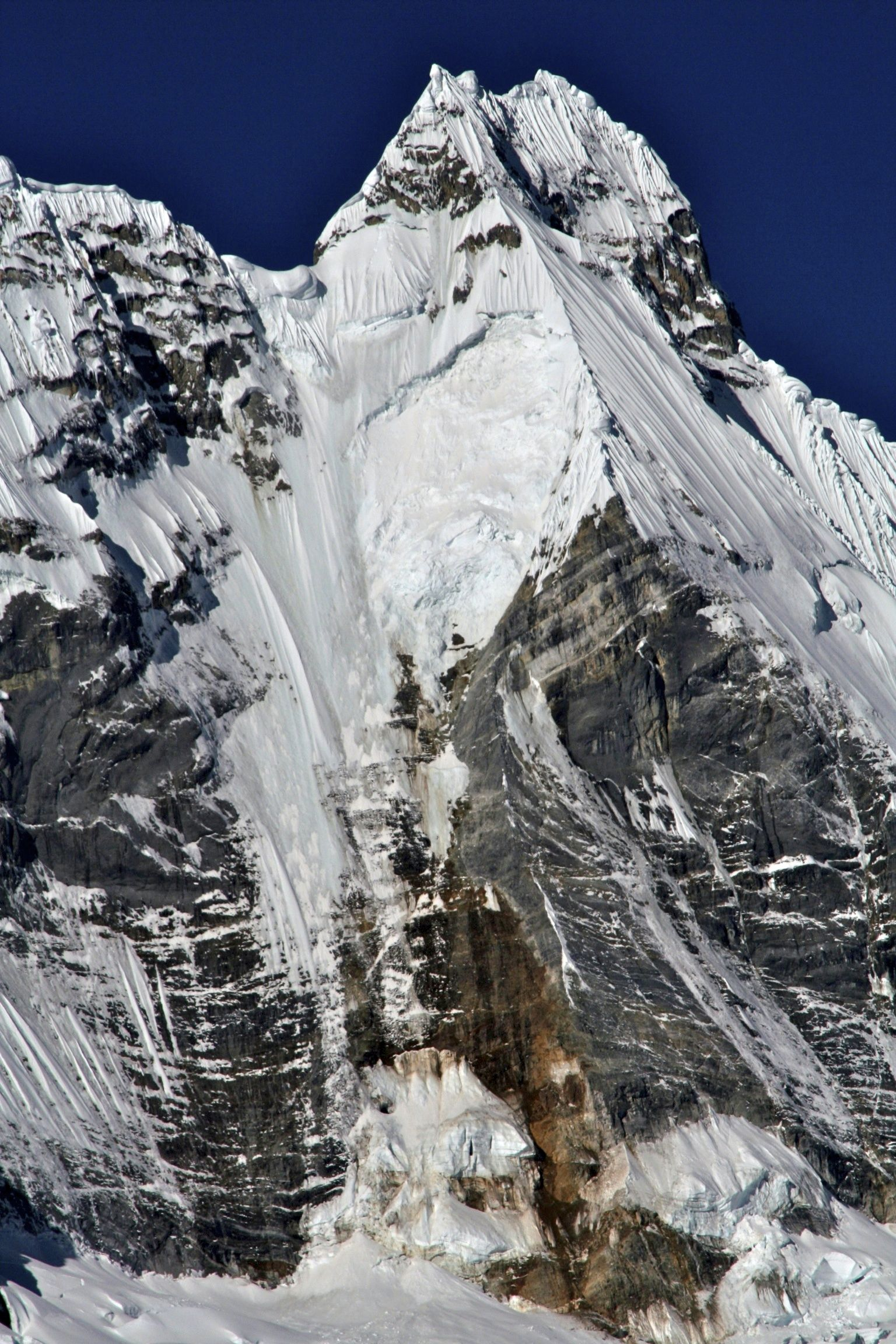

希里尚卡山（西班牙語：Jirishanca），是秘魯的山峰，位於該國北部安卡什大區，屬於安第斯山脈中維爾卡潘帕山脈的一部分，海拔高度6,126米，人類在1957年7月12日首次登頂。